# Queen City Brewing Company
Die Queen City Brewing Company war eine US-amerikanische Brauerei in Cumberland. Ihre Geschichte begann mit der Gründung im Jahr 1901 und endete mit ihrer Schließung 1974.

## Geschichte
Am 8. März 1901 wurde die German Brewing Company an der 208 Market Street in der Nähe des Wills Creek in Cumberland gegründet. Der erste Präsident war Warren C. White, die ersten Vorstandsmitglieder Martin Gerbig, Charles W. Hinze, Frank A. Blaul, Herman M. Siefers, Thomas F. Smouse, Carl C. Hetzel, E. Butler Carpenter und Thomas Hobbs. Bereits ein Jahr nach ihrer Gründung wurde die Brauerei durch den Bau eines neuen Brauereikomplexes erweitert. Somit erreichte man eine jährliche Produktionskapazität von 100.000 Barrel.
Bis 1910 hatte sich die German Brewing Company eine stabile Marktposition errichtet. Zu dieser Zeit wurden die Marken Bohemian, Capuciner und White Label hergestellt und in der Stadt Cumberland, in Garrett County, Washington County und weiteren anliegenden Counties in West Virginia und Pennsylvania vertrieben. Aufgrund ihres Erfolgs wurde die Brauerei erweitert: Es wurden die Abfüllanlagen erweitert (1911), neue Lagerkeller errichtet (1911), eine Eisanlage mit einer Produktionskapazität von 100 Tonnen hinzugefügt (1913) und ein neues Lagerhaus gebaut (1913).
Nach dem Beginn des Ersten Weltkriegs und dem wachsenden Misstrauen der amerikanischen Bevölkerung gegenüber dem, was als „deutscher Einfluss“ galt, wurde der Name der Brauerei 1917 zu Liberty Brewing Company geändert. 

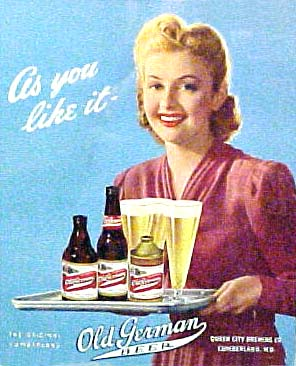
Reklame der Queen City Brewing Company für die Biersorte "Old German Premium"

Während der Zeit der Prohibition wurde die Brauerei unter dem Namen Queen Company, Inc.  reorganisiert. Bis zum Ende der Prohibition hielt man sich im Markt, indem man ein alkoholreduziertes Leichtbier namens „Queeno“ und Eis produzierte. Mit dem Ende der Prohibition wurde der reguläre Braubetrieb wieder aufgenommen, das neue Produktflaggschiff wurde das Lagerbier „Old German Premium“. Im Juni 1933 wurde der Name wieder zu German Brewing Company geändert. Zu dieser Zeit produzierte die Brauerei pro Jahr circa 100.000 Barrel.
Am 27. Januar 1941 wurde der Kapitalstock des Unternehmens auf eine Million US-Dollar erhöht und der Name Queen City Brewing Company gewählt. Die Brauerei expandierte: Im Jahr 1943 betrug der Jahresausstoß bereits 300.000 Barrel.
1958 akquirierte die Queen City Brewing Company die Cumberland Brewing Company. Diese agierte weiterhin unter ihrem eigenen Namen in den Märkten West Virginia, Western Pennsylvania, Cumberland und Baltimore. 1962 betrug der Jahresausstoß der Queen City Brewing Company circa 250.000 Barrel.
Um weiter zu wachsen, wurde begonnen, das Markenportfolio auszubauen: 1963 akquirierte man die Rechte an den Marken der Fischer Brewing Company, Cleveland-Sandusky Brewing Company, American Brewery, Inc. und der Globe Brewing Company. 1969 folgten die Markenrechte der Home Brewing Company.
Diese Expansionen waren jedoch nicht von Dauer: 1969 wurde die Herstellung der Marken der Cleveland-Sandusky Brewing Company eingestellt und die Cumberland Brewing Company geschlossen. 1970 folgte die Einstellung der Marken der Cumberland Brewing Company, der Fischer Brewing Company und der Globe Brewing Company. 1973 folgten auch die Marken der Home Brewing Company.
Die Absatzzahlen der Queen City Brewing Company sanken.
Der steigende Wettbewerbsdruck durch landesweit agierende Großbrauereien wie beispielsweise der Miller Brewing Company sowie Arbeitskämpfe führten schließlich dazu, dass die Queen City Brewing Company ihren Betrieb im Dezember 1974 einstellen musste. Die Pittsburgh Brewing Company übernahm das Markenportfolio der Brauerei.
Ein Großteil der Brauerei wurde bereits im April 1975 abgerissen.